# Kościół św. Jana Chrzciciela w Płocku
Kościół św. Jana Chrzciciela w Płocku – rzymskokatolicki kościół parafialny zbudowany w drugiej połowie XVIII wieku. Znajduje się na Starym Mieście obok Seminarium Duchownego w Płocku.

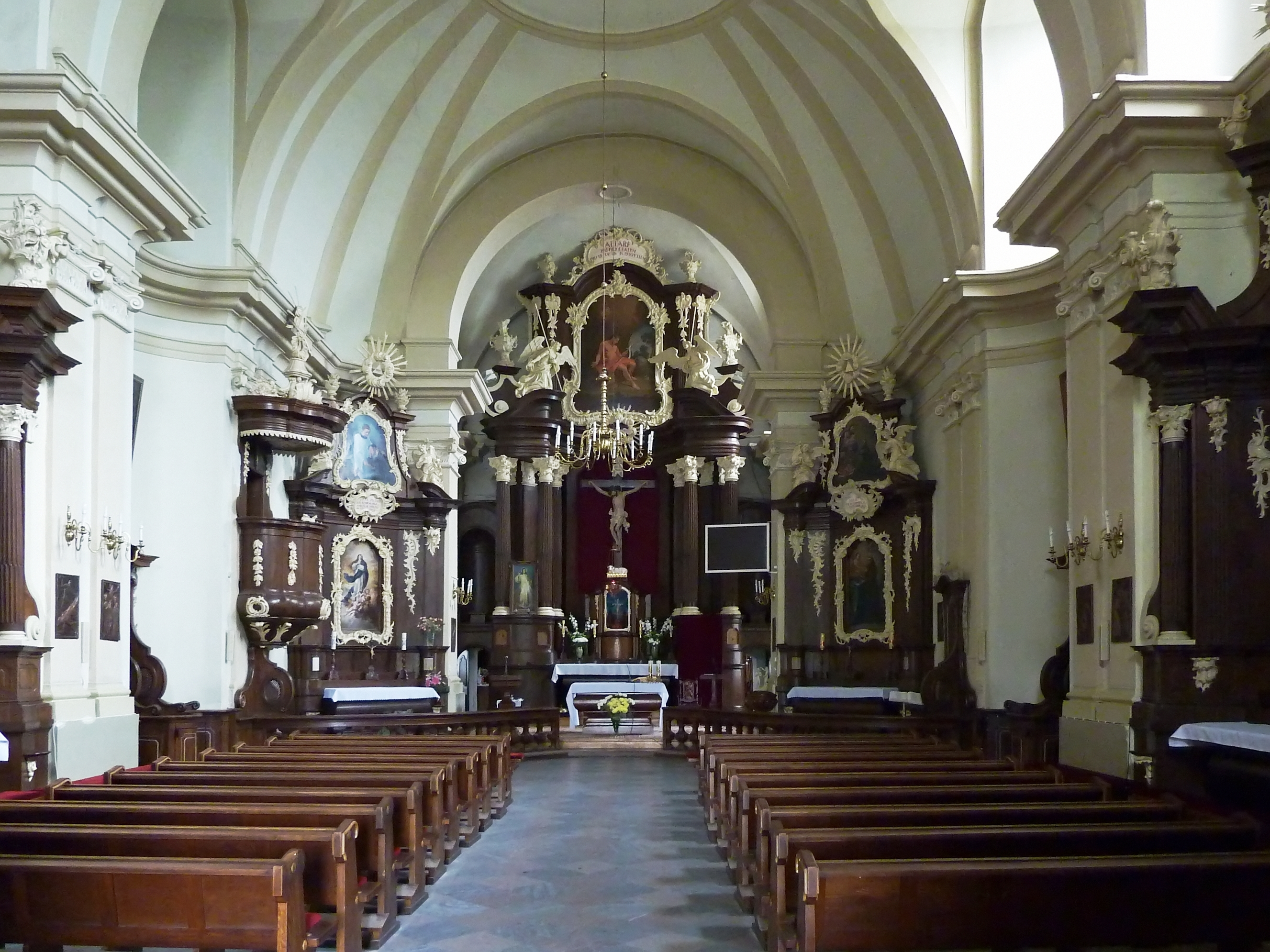
Wnętrze kościoła

Został zbudowany w stylu późnobarokowym w latach 1758–1771. Świątynią opiekowali się ojcowie reformaci. Kościół powstał na placu, który został podarowany zakonnikom przez miecznikową zakroczymską Mariannę Lasocką. W pobliżu reformaci zbudowali klasztor (1773–1783). Mieszkali w nim aż do kasaty ich zakonu w 1864. Wnętrze kościoła składa się z ołtarza głównego i dwóch ołtarzy bocznych. Obraz w jednym z nich wykonał Władysław Drapiewski. Rzeźby z drewna lipowego wykonał jeden z zakonników. Nad wejściem głównym do świątyni znajdują się rzeźby św. Piotra i Pawła, przed budynkiem stoi popiersie biskupa płockiego, arcybiskupa Antoniego Juliana Nowowiejskiego. Jest to dzieło prof. Gustawa Zemły.
W kościele tym 2 sierpnia 1893 przed obrazem Matki Boskiej Anielskiej św. Maria Franciszka Kozłowska otrzymała objawienie Dzieła Wielkiego Miłosierdzia dla świata. Było to pierwsze współczesne objawienie o Miłosierdziu Bożym, które dało początek Zgromadzeniu Kapłanów Mariawitów.
Proboszczem parafii w latach 1996–2023 był ks. Antoni Kołodziejski. Parafia liczy obecnie 7013 osób. Z parafii św. Jana Chrzciciela korzystają także klerycy Wyższego Seminarium Duchownego.